# Porta Capena

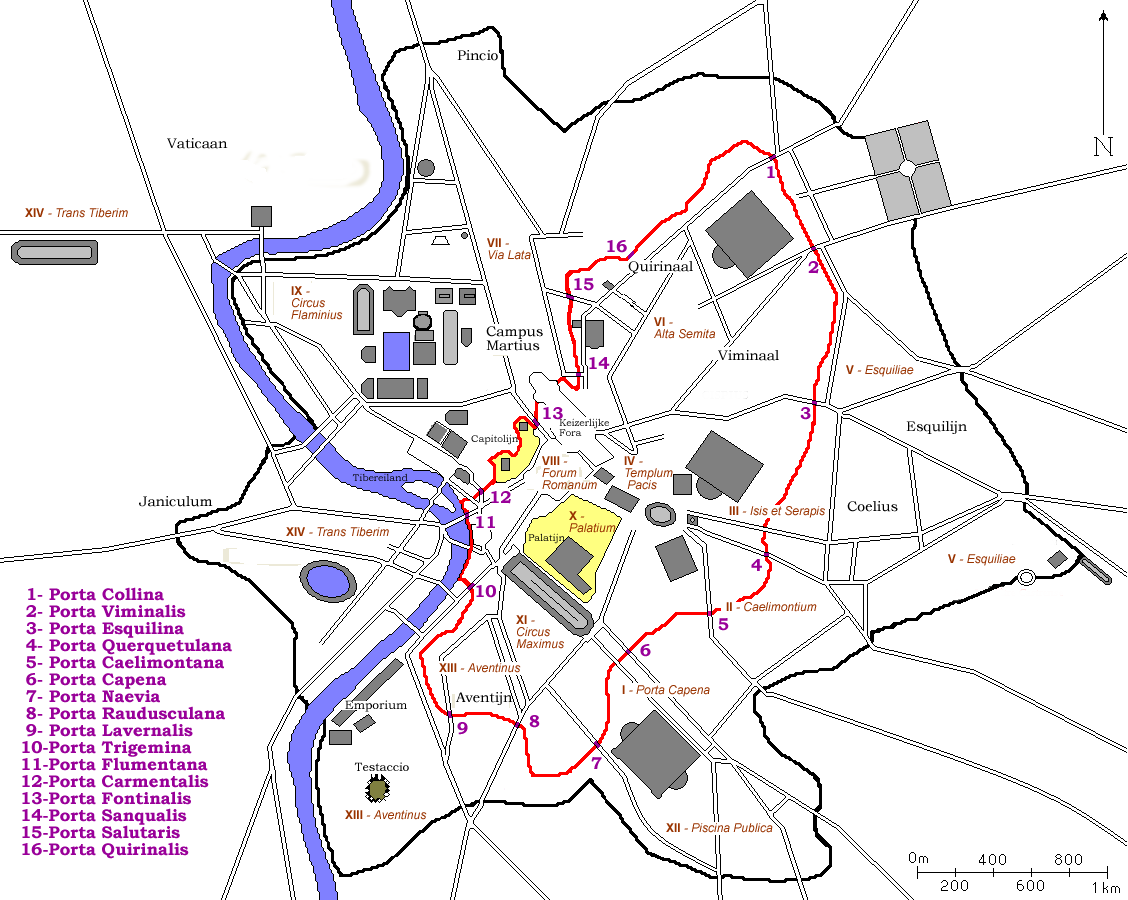
De Servische Muur en zijn stadspoorten

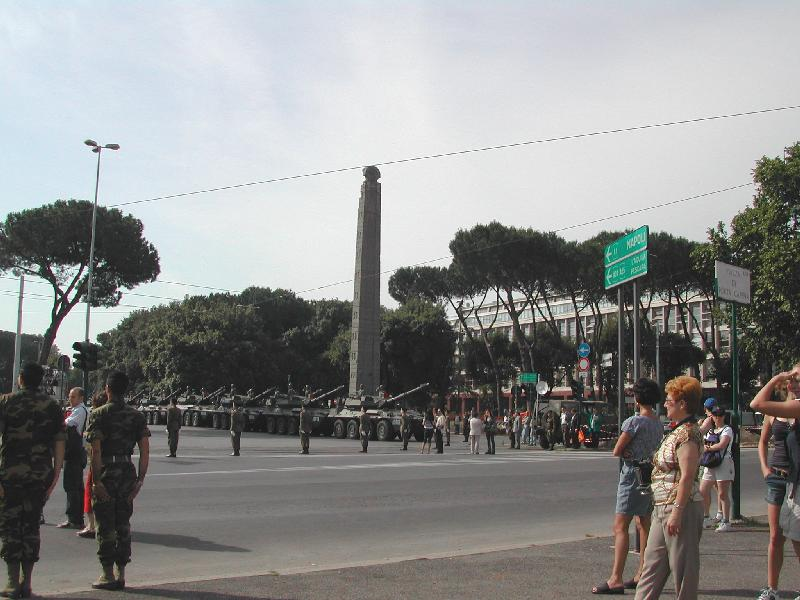
Piazza di Porta Capena, met de Obelisk van Aksum

De Porta Capena was een stadspoort in de Muur van Servius Tullius in het oude Rome.

## De poort
De Porta Capena was een van de hoofdpoorten van Rome, omdat hier de Via Appia begon. De poort was gebouwd bij de Coelius heuvel en dankt zijn naam mogelijk aan de in de oudheid belangrijke stad Capua in Campania, dat het eindpunt van de Via Appia was.
De Porta Capena was ingebouwd in het Aqua Marcia aquaduct. De waterleiding liep direct over de poort heen en deze was in de loop der tijd gaan lekken, waardoor de poort bekendstond als een plek die altijd drupt.
Van de Porta Capena resteert tegenwoordig niets meer. Tijdens de eerste 250 jaar van het Romeinse Keizerrijk was de macht van Rome zo groot dat niemand de stad zou durven aanvallen. De Servische stadsmuur, en daarmee zijn poorten, verloor zijn functie en verviel of werd afgebroken om ruimte te maken. Het is echter bekend dat de Porta Capena door keizer Domitianus nog hersteld is, maar dit is waarschijnlijk gedaan vanwege het aquaduct dat over de poort was gebouwd.

## Piazza di Porta Capena
Het Piazza di Porta Capena is een druk verkeersplein ten westen van het Circus Maximus, waar de Viale Aventino, de Viale delle Terme di Caracalla en de Via di San Gregorio samenkomen. Het plein komt ongeveer overeen met de plaats waar de Porta Capena vroeger stond. De Viale delle Terme di Caracalla, is oorspronkelijk het eerste deel van de Via Appia. Naast deze weg staat in de berm een ruïne waarvan gezegd werd dat deze een deel van de poort was. Dit is zeer waarschijnlijk niet waar, aangezien de Servische Muur gemaakt was van grote blokken tufsteen en de ruïne uit baksteen is gebouwd. Mogelijk is dit het restant van een woonhuis dat in latere tijden tegen de oude stadsmuur aan gebouwd was.
Het Piazza di Porta Capena is verder bekend doordat dit de locatie is waar de omstreden Obelisk van Aksum stond. Deze was door Mussolini in 1937 uit Ethiopië geroofd en werd pas in 2005 teruggegeven.
Op deze plek bevindt zich thans ook het hoofdkantoor van de Voedsel- en Landbouworganisatie van de Verenigde Naties de FAO.

## Voetnoot
1. ↑  Juvenalis, Sat. 3.10-16{15}